# Диаментовский, Вацлав
Вацлав Диаментовский (пол. Wacław Dyamentowski; около 1532—1612) — польский шляхтич, хронист и писатель.

## Биография
Данных о ранних годах жизни Диаментовского сохранилось мало. Известно, что он был представителем старого, хотя и небогатого рода Мутинув герба Дрыя, которые только в первой половине XVI века стали пользоваться фамилией Диаментовские. Родовым гнездом их было сельцо Скокув (ныне Люблинский повят Люблинское воеводство Польши).
Участник русско-польской войны (1609—1618). Автор интересных записок о события смутного времени в России. Находился в свите Марины Мнишек, сосланной В. Шуйским в Ярославль.
В 1606 написал «Годы Московские или свадьба Дмитрия с Мариной Мнишек» и «Диариуш» (дневник, 1605—1609).
В своих дневниках он описал не только свадебные торжества, но и почти ежедневно записывал все важные события, происходившие, как во время путешествия в Москву, так и во время пребывания в столице России.
Описал период правления, сделал любопытные замечания к характеристике Лжедмитрия I, например о его личной храбрости:

«А еще царь и пан воевода ездили из Москвы на охоту. Там среди других зверей выпустили также медведя, которого, когда никто не смел первым с ним биться, сам царь, бросившись, убил с одного удара рогатиной, так что даже рукоятка сломалась. И саблею отсек ему голову».— Слова свидетеля-немца
Привëл данные о последующем свержении Самозванца и аресте Марины Мнишек.
Кроме того, «Диариуш» В. Диаментовского — является важным источником, содержащем данные о времени прихода под Москву восставших войск Болотникова.
Будучи приближенным Ю. Мнишека почти 2 года провел в Ярославле. Находясь здесь вместе с Юрием Мнишеком (отцом Марины), он внимательно следил за борьбой между И. Болотниковым и В. Шуйским, занося в свой дневник всё, что ему удавалось узнавать о развертывавшихся событиях. К сожалению, часть дневника Диаментовского, относящаяся к осаде Москвы Болотниковым, сохранилась в дефектном виде. В дневнике Диаментовского вслед за записями за сентябрь 1606 г. идут записи за ноябрь. Однако анализ сентябрьских записей позволяет установить, что под общей рубрикой «сентябрь» объединены записи как за сентябрь, так и за октябрь 1606 года. О времени прихода под Москву войск восставших в дневнике говорится дважды: в недатированной записи, где Диаментовский отмечает получение им «вести», что «в Москве собирались садиться в осаду» и что «якобы под Москву пришло войско Димитрия», и в царской грамоте, перевод которой Диаментовский поместил в своëм дневнике. Диаментовский сообщает, что Болотников «после снятия осады с Калуги объявил амнистию и выпустил из тюрьмы заключенных, виновных или подозревавшихся в каких-либо враждебных действиях против осажденных».
В конце мая 1608 Мнишеки были вывезены в Москву, однако Диаментовский, вместе с партией из 160 пленных поляков, был оставлен в Ярославле, а через месяц отправлен в ссылку в Вологду,. После того, как Вологда поддалась Димитрию II, поляки получили свободу. Диаментовский вместе с остальными поляками поспешил к Москве, откуда через несколько недель вместе с воеводой сандомирским в феврале 1609 вернулся на родину.
В дневнике В. Диаментовского впервые в польском языке появилось слово «лыжи» (пол."narta"): 

«…однажды из обоза наших магнатов против вылазки осажденных в Москве вышло несколько сотен человек на лыжах».